# Haakon y Kristin
Haakon (22 de febrero de 1984) y Kristin (15 de abril de 1985), son las mascotas oficiales de los Juegos Olímpicos de Lillehammer 1994 que se celebraron en Lillehammer en febrero de 1994.